# آوریل ۲۰۱۱
آوریل ۲۰۱۱، یکی از ماه‌های ۲۰۱۱ (میلادی) است.
آغاز آن، روز جمعه برابر با ۱۲ فروردین ۱۳۹۰ خورشیدی.

## رویدادها
- درگاه: وقایع کنونی/وقایع ۱ آوریل ۲۰۱۱
- درگاه: وقایع کنونی/وقایع ۲ آوریل ۲۰۱۱
- درگاه: وقایع کنونی/وقایع ۳ آوریل ۲۰۱۱
- درگاه: وقایع کنونی/وقایع ۴ آوریل ۲۰۱۱
- درگاه: وقایع کنونی/وقایع ۵ آوریل ۲۰۱۱
- درگاه: وقایع کنونی/وقایع ۶ آوریل ۲۰۱۱
- درگاه: وقایع کنونی/وقایع ۷ آوریل ۲۰۱۱
- درگاه: وقایع کنونی/وقایع ۸ آوریل ۲۰۱۱
- درگاه: وقایع کنونی/وقایع ۹ آوریل ۲۰۱۱
- درگاه: وقایع کنونی/وقایع ۱۰ آوریل ۲۰۱۱
- درگاه: وقایع کنونی/وقایع ۱۱ آوریل ۲۰۱۱
- درگاه: وقایع کنونی/وقایع ۱۲ آوریل ۲۰۱۱
- درگاه: وقایع کنونی/وقایع ۱۳ آوریل ۲۰۱۱
- درگاه: وقایع کنونی/وقایع ۱۴ آوریل ۲۰۱۱
- درگاه: وقایع کنونی/وقایع ۱۵ آوریل ۲۰۱۱
- درگاه: وقایع کنونی/وقایع ۱۶ آوریل ۲۰۱۱
- درگاه: وقایع کنونی/وقایع ۱۷ آوریل ۲۰۱۱
- درگاه: وقایع کنونی/وقایع ۱۸ آوریل ۲۰۱۱
- درگاه: وقایع کنونی/وقایع  ۱۹ آوریل ۲۰۱۱
- درگاه: وقایع کنونی/وقایع ۲۰ آوریل ۲۰۱۱
- درگاه: وقایع کنونی/وقایع ۲۱ آوریل ۲۰۱۱
- درگاه: وقایع کنونی/وقایع ۲۲ آوریل ۲۰۱۱
- درگاه: وقایع کنونی/وقایع ۲۳ آوریل ۲۰۱۱
- درگاه: وقایع کنونی/وقایع ۲۴ آوریل ۲۰۱۱
- درگاه: وقایع کنونی/وقایع ۲۵ آوریل ۲۰۱۱
- درگاه: وقایع کنونی/وقایع ۲۶ آوریل ۲۰۱۱
- درگاه: وقایع کنونی/وقایع ۲۷ آوریل ۲۰۱۱
- درگاه: وقایع کنونی/وقایع ۲۸ آوریل ۲۰۱۱
- درگاه: وقایع کنونی/وقایع ۲۹ آوریل ۲۰۱۱
- درگاه: وقایع کنونی/وقایع ۳۰ آوریل ۲۰۱۱